# Diania cactiformis
Diania es un género animal actualmente extinto, cuyos fósiles se han encontrado en la formación Esquistos de Maotianshan, del Cámbrico Inferior de China, representado por una única especie Diania cactiformis. Por sus particularidades, se ha dado a conocer como cactus andante. Este peculiar organismo pertenece a un taxón llamado Lobopodia y a diferencia de estos, que son blandos, está acorazado por un exoesqueleto rígido. Tiene cuerpo vermiforme con 10 pares de patas espinosas, robustas y aparentemente articuladas. Las patas articuladas son un carácter diferencial de los artrópodos, por lo que Diania podría ocupar una posición evolutiva clave en el origen del grupo animal más diverso de la Tierra. 

## Descubrimiento
Los fósiles de estos animales fueron descritos por Jianni Liu, de la Universidad del Noroeste (China) en Xi'an, Ou Qiang, de la Universidad China de Geociencias en Pekín, Michael Steiner, de la Universidad Libre de Berlín, y otros. Los fósiles provienen del famoso yacimiento de Chengjiang —esquistos de Maotianshan, integrados en la Formación Yu'anshan—, en el sudoeste de China, y tienen alrededor de 520 millones de años (Piso 3 del Cámbrico). Estos investigadores encontraron tres fósiles completos y unos treinta parciales.

## Nombre
El nombre Diania procede de Dian, una abreviación en idioma chino de Yunnan, que es la provincia donde se descubrieron los fósiles. En cuanto al nombre específico, cactiformis, significa que tiene forma de cactus a lo que se suma la presencia de abundantes espinas extensamente distribuidas. A este aspecto de cactus se debe el nombre vulgar de "cactus andante" que le dieron sus descubridores para referirse a él de modo informal.

## Descripción
Los fósiles completos de D.cactiformis miden unos 6 cm de largo y tienen un cuerpo largo y delgado, vermiforme. En posición anterior tienen una probóscide, presumiblemente utilizada para la alimentación. Tienen diez pares de patas, muy robustas y espinosas en comparación con el tronco. La característica más destacable es que las patas parecen estar articuladas. Tiene un exoesqueleto rígido dividido en segmentos en forma de anillo.

## Importancia
Diania se encuadra dentro de Lobopodia, un taxón extinto del Reino Animal. Se asume que tienen relación con los artrópodos, e incluso que estos pudieron descender de los lobópodos. Sin embargo, todos los lobópodos descubiertos antes de Diania tenían patas blandas, no segmentadas. Lo más significativo de Diania es que se trata de un lobópodo que parece haber alcanzado el rasgo más característico de los artrópodos, al que deben su nombre: las patas articuladas. 
Al describir la especie, los autores sugirieron que Diania podría ser un taxón hermano de Schinderhannes y el resto de artrópodos, pero se consideró la posibilidad de que pueda tratarse de una forma más primitiva aparecida antes que criaturas como Kerygmachela o Anomalocaris. 
Diania cactiforme también induce a pensar que la artropodización (es decir, la posesión de un revestimiento rígido y articulado cubriendo las patas) se desarrolló antes que la artrodización (es decir, la posesión de un revestimiento rígido y segmentado cubriendo el tronco).